# Acacia hockii
Acacia hockii es una especie de árbol de la familia de las fabáceas. Se encuentra en África.

## Descripción
Es un arbusto o árbol que alcanza un tamaño de  2-6 (-12) m de altura, la corona achatada, corteza de color verde a rojo-marrón, desprendiéndose en capas como de papel.

## Distribución y hábitat
Tiene una gran variedad de hábitats, está muy extendida en los trópicos. En los bosques caducifolios, en praderas arboladas, matorrales caducifolios y matorrales semi-perennes, en las colinas de piedra arenisca (Burkina Faso), etc . Es muy variable, en particular en la longitud de los entrenudos y color de la corteza. Se distribuye por Etiopía, Sudán, Kenia, Tanzania, Uganda, República Centroafricana, Zaire, Benín, Burkina Faso, Costa de Marfil, Ghana, Guinea, Nigeria, Angola, Malaui, Mozambique y Zambia.
Ha sido confundida con Acacia seyal que tiene la corteza interna y las ramas jóvenes densamente pubérulas. También es similar a Acacia ehrenbergiana (con hojas con 1-2 pares de pinnas solamente, y en los hábitats más secos).

## Taxonomía
Acacia hockii fue descrita por Émile Auguste Joseph De Wildeman y publicado en Repertorium Specierum Novarum Regni Vegetabilis 11: 502, en el año 1913.
Etimología
Ver: Acacia: Etimología
hockii: epíteto otorgado en honor del botánico alemán Fernando Höck.
Sinonimia
- Acacia stenocarpa var. chariensis (A.Chev.) Aubrév.
- Acacia flava f. chariensis (A.Chev.) Roberty
- Acacia flava var. atacorensis (Aubrév. & Pellegr.) Aubrév.
- Acacia atacorensis Aubrév. & Pellegr. (1938)
- Acacia stenocarpa var. boboensis Aubrév.
- Acacia boboensis Aubrév. (1939) Descr. gall.
- Acacia holstii Taub. (1895)
- Acacia chariensis A.Chev.
- Acacia orfota sensu Brenan
- Acacia seyal var. multijuga Baker f.
- Acacia stenocarpa sensu auct.[3]